# Bashful
Bashful é um filme mudo em curta-metragem norte-americano de 1917, do gênero comédia, estrelado por Harold Lloyd. Uma cópia existe no arquivo de filmes do Museu de Arte Moderna, Nova Iorque.

## Elenco
- Harold Lloyd
- Snub Pollard
- Bebe Daniels
- Bud Jamison
- William Blaisdell
- James Morrison
- Sammy Brooks
- Billy Fay - (como William Fay)
- William Gillespie
- Max Hamburger

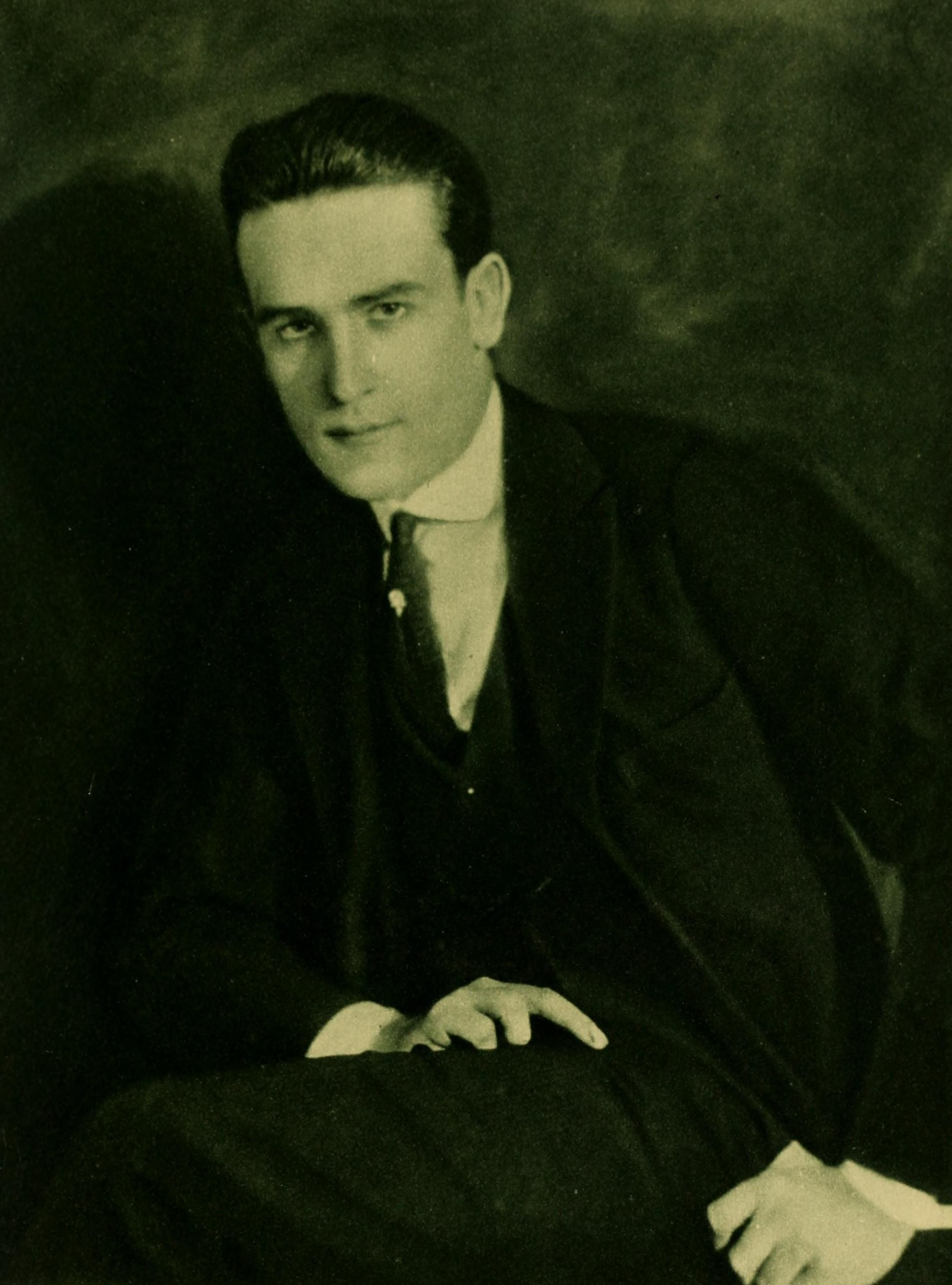
Harold Lloyd

- Annette Hatten - (como Annette Hatton)
- Oscar Larson
- Maynard Laswell - (como M.A. Laswell)
- Gus Leonard
- M.J. McCarthy
- Belle Mitchell
- Fred C. Newmeyer
- Evelyn Page - (como Evelyn Paige)
- Hazel Powell
- Nina Speight
- Charles Stevenson
- William Strohbach - (como William Strawback)